# Rakieta wielostopniowa

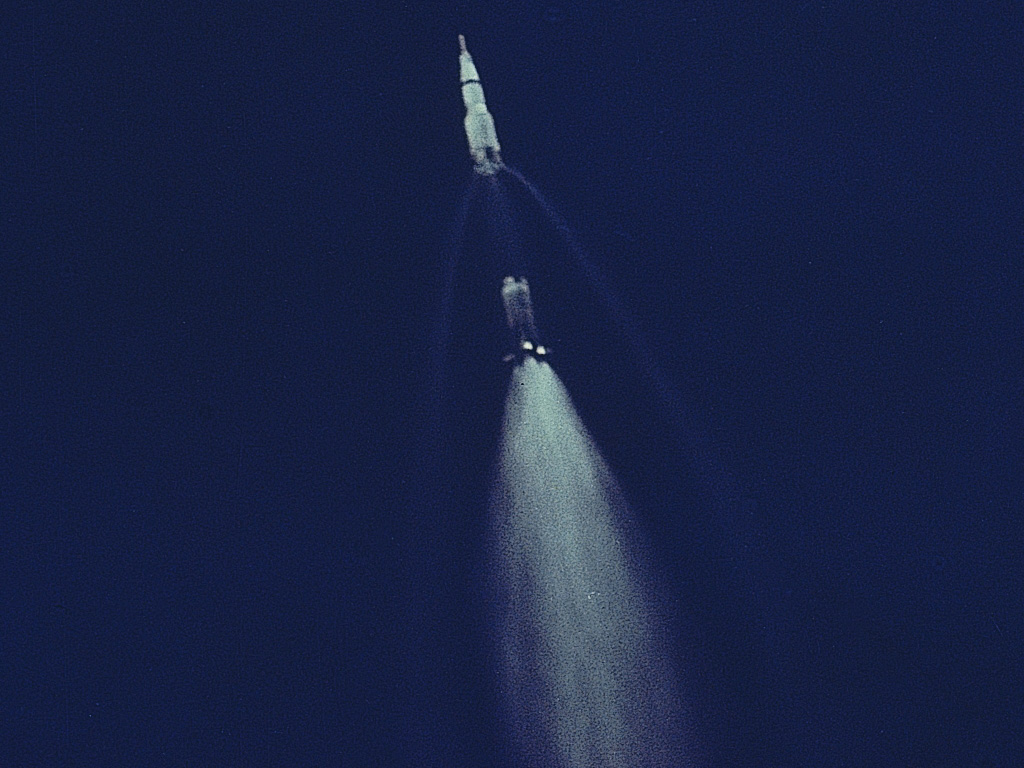
Apollo 11 podczas odłączania pierwszego stopnia

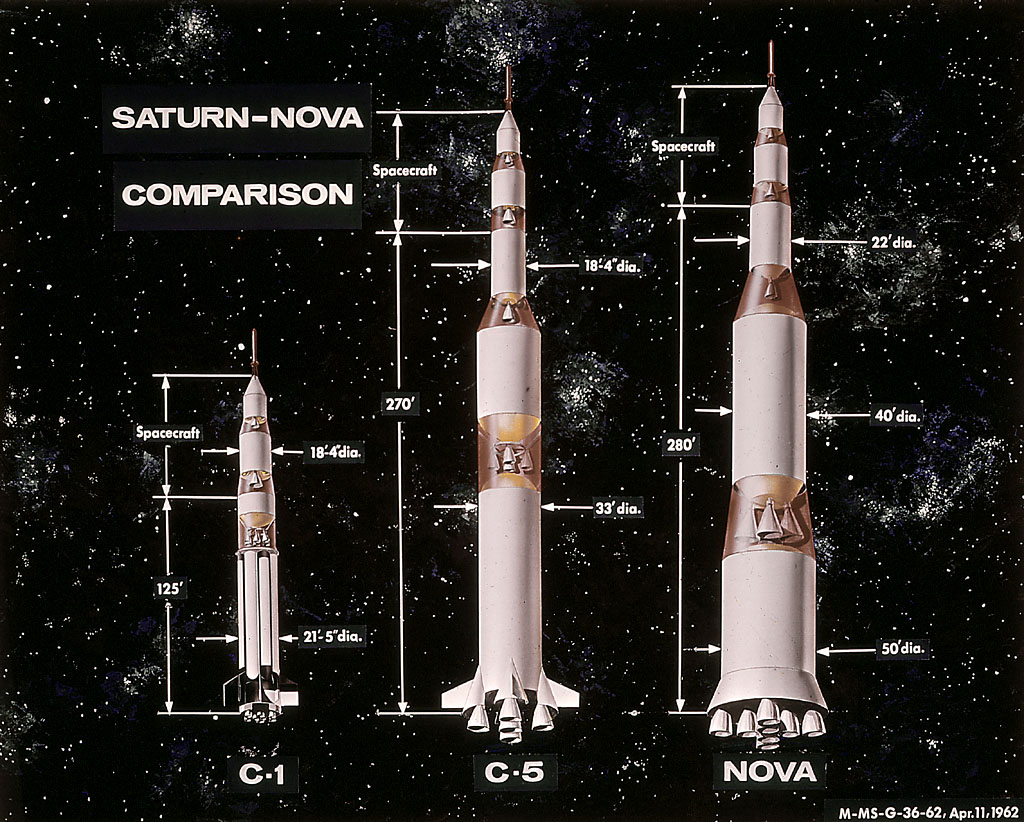
Porównanie trzech rakiet wielostopniowych

Rakieta wielostopniowa – rodzaj rakiety nośnej, który wykorzystuje co najmniej dwa stopnie rakietowe. Każdy z tych stopni posiada własny silnik rakietowy oraz własny zapas materiału pędnego. Stopnie rakiety mogą być ułożone szeregowo, gdzie jeden stopień jest zamontowany bezpośrednio na drugim, bądź równolegle, gdzie stopnie są przymocowane obok siebie.
Poprzez odrzucenie kolejnych stopni po wyczerpaniu paliwa, masa rakiety maleje. Każdy kolejny stopień można zoptymalizować pod kątem konkretnych warunków pracy, takich jak zmniejszone ciśnienie atmosferyczne na większych wysokościach. Odrzucanie stopni rakiety pozwala, aby ciąg pozostałych stopni  łatwiej przyspieszał rakietę do jej końcowej prędkości i wysokości.
Tylko rakiety wielostopniowe osiągnęły prędkość orbitalną. Poszukiwane są jednostopniowe rakiety orbitalne, ale nie zostały one jeszcze zademonstrowane na Ziemi.

## Zalety
Konstantin Ciołkowski obliczył, że rakieta jednostopniowa nie jest w stanie osiągnąć ziemskiej orbity ze względu na zbyt duży ciężar jej konstrukcji. Główną zaletą rakiet wielostopniowych jest możliwość pozbywania się zbędnej masy w trakcie wynoszenia ładunku na orbitę. Dodatkową zaletą jest możliwość zastosowania w każdym stopniu napędu lepiej dostosowanego do warunków pracy przewidzianych dla danego stopnia, dlatego najczęściej w „dolnych” stopniach stosuje się silniki dostosowane do ciśnienia atmosferycznego natomiast w „górnych” silniki przewidziane do pracy w warunkach bliskich próżni.
- Wzór Ciołkowskiego

## Wady
Wadą zastosowania rakiety wielostopniowej jest po pierwsze konieczność przenoszenia silników nie pracujących w większości faz lotu (jedynie we właściwych sobie etapach). Po drugie zastosowanie takiego rozwiązania znacznie zwiększa stopień skomplikowania całej konstrukcji zagrażając awariami takimi jak nieprawidłowe oddzielenie, kolizje poszczególnych stopni czy też niepoprawny zapłon kolejnego stopnia.

## Hot-staging
Hot-staging jest techniką separacji stopni rakiety, w której silniki kolejnego (wyższego) stopnia są uruchamiane jeszcze przed odłączeniem stopnia poprzedniego, a nie dopiero po jego oddzieleniu. W trakcie tego procesu dolny stopień zmniejsza swój ciąg lub całkowicie się wygasza. Zastosowanie hot-stagingu upraszcza mechanizm separacji stopni i może nieznacznie zwiększyć udźwig rakiety. Co istotne, technika ta eliminuje konieczność użycia silników pomocniczych, ponieważ przyspieszenie generowane przez niemal opróżniony dolny stopień utrzymuje cieczowe paliwo w dolnej części zbiorników kolejnego stopnia, co umożliwia jego natychmiastowe uruchomienie. Technika ta była szeroko stosowana w radzieckich i rosyjskich rakietach takich jak Sojuz, czy Proton-M. Również radziecka rakieta księżycowa N1 była zaprojektowana z myślą o wykorzystaniu hot-stagingu, jednak żaden z jej próbnych lotów nie trwał wystarczająco długo, aby móc zastosować hot-staging. W Stanach Zjednoczonych hot-staging wprowadzono po raz pierwszy w rakietach serii Titan, począwszy od Titan II. Po ⁣⁣pierwszym locie testowym⁣⁣ rakiety ⁣⁣Starship⁣⁣ firma SpaceX podjęła decyzję o dostosowaniu rakiety do techniki hot-stagingu. Uczyniło to Starship największą rakietą w historii stosującą tę technikę, a zarazem pierwszą rakietą wielokrotnego użytku wykorzystującą hot-staging.